# Amphiscolops japonicus
Amphiscolops japonicus är en plattmaskart som beskrevs av Kato 1947. Amphiscolops japonicus ingår i släktet Amphiscolops och familjen Convolutidae. Inga underarter finns listade i Catalogue of Life.